# Lijst van voetbalinterlands Chili - India (vrouwen)
Deze lijst van voetbalinterlands is een overzicht van alle officiële voetbalinterlands tussen de nationale vrouwenteams van Chili en India. De landen hebben tot nu toe twee keer tegen elkaar gespeeld.

## Wedstrijden
| № | Plaats  | Datum            | Competitie                                     | Wedstrijd     | Uitslag |
| - | ------- | ---------------- | ---------------------------------------------- | ------------- | ------- |
| 1 | Chennai | 4 september 1994 | Vriendschappelijk                              | India − Chili | 1 − 2   |
| 2 | Manaus  | 28 november 2021 | International Women's Football Tournament 2021 | India − Chili | 0 − 3   |

## Samenvatting
| Competitie                                | Totaal gespeeld | Winst Chili | Gelijk | Winst India | Doelsaldo Chili – India |
| ----------------------------------------- | --------------- | ----------- | ------ | ----------- | ----------------------- |
| International Women's Football Tournament | 1               | 1           | 0      | 0           | 3 − 0                   |
| Vriendschappelijk                         | 1               | 1           | 0      | 0           | 2 − 1                   |
| Totaal                                    | 2               | 2           | 0      | 0           | 5 − 1                   |

FFCh · A-internationals · Chileens mannenelftal
1991 – 1999 · 2000 – 2009 · 2010 – 2019 · 2020 – 2029
Argentinië ·
Australië ·
Bolivia ·
Brazilië ·
Canada ·
China ·
Colombia ·
Costa Rica ·
Denemarken ·
Duitsland ·
Ecuador ·
Filipijnen ·
Frankrijk ·
Ghana ·
Haïti ·
Hongarije ·
India ·
Italië ·
Jamaica ·
Japan ·
Kameroen ·
Kenia ·
Mexico ·
Nederland ·
Nieuw-Zeeland ·
Oezbekistan ·
Panama ·
Paraguay ·
Peru ·
Portugal ·
Roemenië ·
Rusland ·
Schotland ·
Slowakije ·
Thailand ·
Trinidad en Tobago ·
Uruguay ·
Venezuela ·
Verenigde Staten ·
Wales ·
Zambia ·
Zuid-Afrika ·
Zweden